# ناحیه میلیه
ناحیه میلیه (به عربی: دائرة المیلیة) یک ناحیه در الجزایر است که در استان جیجل واقع شده‌است. ناحیه میلیه ۳۴۰٫۶۵ کیلومتر مربع مساحت و ۸۶٬۷۶۲ نفر جمعیت دارد.